# Nicolae Ciocan
Nicolae Ciocan  (n. 17 decembrie 1953 - 2021) este un fost deputat român în legislatura 1990-1992, ales în județul Bacău pe listele partidului FSN.
1. ↑  Bacau, Ziarul de (6 martie 2021), A murit un fost deputat de Bacău, Ziarul de Bacău